# Dag van de Grondwet (Spanje)

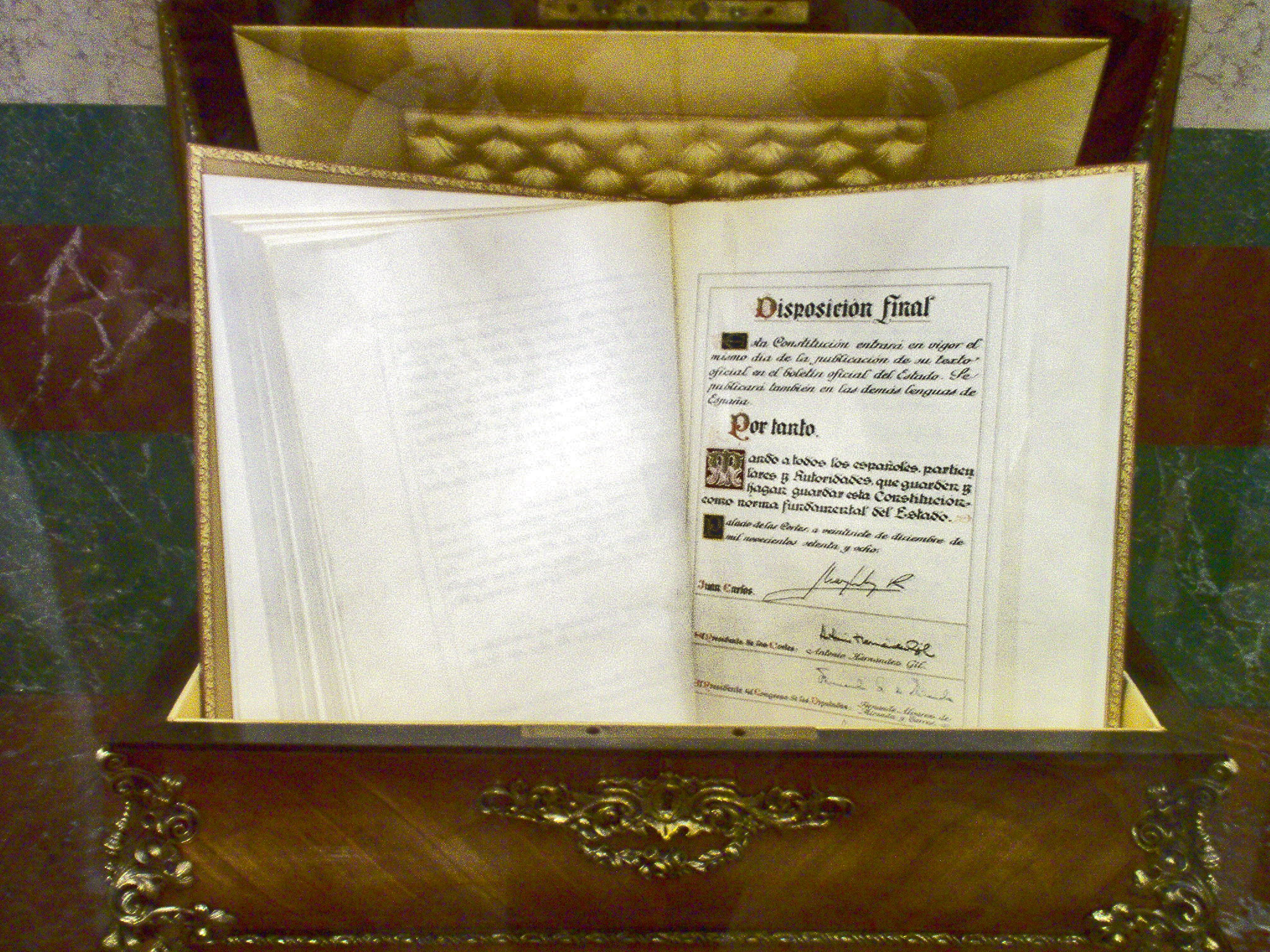
De Spaanse grondwet van 1978

De Dag van de Grondwet (Spaans: Día de la Constitución) is een Spaanse feestdag op 6 december, die het goedkeuren van de Spaanse grondwet op 6 december 1978 herdenkt. Op die dag werd de huidige, post-Franquistische grondwet per referendum met een grote meerderheid aangenomen. Op deze feestdag worden er in het hele land verschillende ceremonies en activiteiten georganiseerd, die alle in het teken staan van deze grondwet.